# Peter Nelson (Radsportler)
Peter Nelson (* 26. April 1931 in Black Forest (South Australia); † 2. Februar 1977 in Unley City) war ein australischer Radrennfahrer und nationaler Meister im Radsport.

## Sportliche Laufbahn
Nelson war im Straßenradsport und im Bahnradsport aktiv. Er war Teilnehmer der Olympischen Sommerspiele 1952 in Helsinki. Im olympischen Straßenrennen schied er beim Sieg von André Noyelle aus. Das australische Team mit Peter Pryor, Jim Nevin, Ken Caves und Peter Nelson kam nicht in die Mannschaftswertung. In der Mannschaftsverfolgung schied der Vierer mit Peter Pryor, Jim Nevin, Ken Caves und Peter Nelson in der Vorrunde aus.
1950 wurde er nationaler Meister im Einzelzeitfahren über 15, 25 und 50 Meilen.